# (33372) Jonathanchung
(33372) Jonathanchung est un astéroïde de la ceinture principale.

## Description
(33372) Jonathanchung est un astéroïde de la ceinture principale. Il fut découvert le 18 janvier 1999 à Socorro (Nouveau-Mexique) par le projet LINEAR. Il présente une orbite caractérisée par un demi-grand axe de 2,36 UA, une excentricité de 0,16 et une inclinaison de 2,8° par rapport à l'écliptique.